# Орден «За военные заслуги» (Вюртемберг)
Орден «За военные заслуги» (нем. Militärverdienstorden) — награда Королевства Вюртемберг. Один из старейших военных орденов Германии.

## История
Награда была основана 11 февраля 1759 года правящим герцогом Карлом Евгением Вюртембергским для награждения за военные и государственные заслуги, под названием «Военный орден Карла». Вскоре после того, как Вюртемберг был «повышен» до королевства, король Фридрих Первый в 1806 году реформировал и переименовал орден.
До 1913 года получение ордена давала награждённому права дворянства. Кроме этого, награждённым полагалась пенсия, которую продолжили выплачивать правительства Третьего Рейха и ФРГ. По традиции получатели ордена, в большинстве своём офицеры и генералы,  жертвовали деньги на помощь бедным детям солдат.
Вюртембергским орденом Военных заслуг были награждены российские императоры Александр I, Николай I и Александр II.

## Степени
Орден имел три степени:
- Большой крест
- Командорский крест
- Рыцарский крест

Первая степень вручалась около ста раз.

## Внешний вид
Знаком ордена был золотой, покрытый белой эмалью лапчатый крест, в центре креста помещался медальон с золотым венком на белом поле, обрамлённый написанным по синему фону девизом «Бесстрашен и верен», на реверсе медальона — вензель правящего короля. Кресты первых двух степеней были одного размера, крест третьей степени —- несколько меньше. Большую часть времени существования ордена кресты первой и второй степеней (а с 1870 года по 1914 год — и третьей степени) были увенчаны короной.
Звезда полагалась только к знаку большого креста и являла собой выполненный из драгоценных металлов лапчатый крест с фасетчатыми концами и аналогичным кресту медальоном, увеличенный до размеров орденской звезды.
Лента до 1818 и после 1914 была жёлтой с широкими чёрными полосами по краям. С 1818 по 1914 лента была синей.

## Иллюстрации

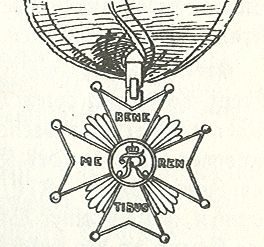
Знак Военного ордена Карла
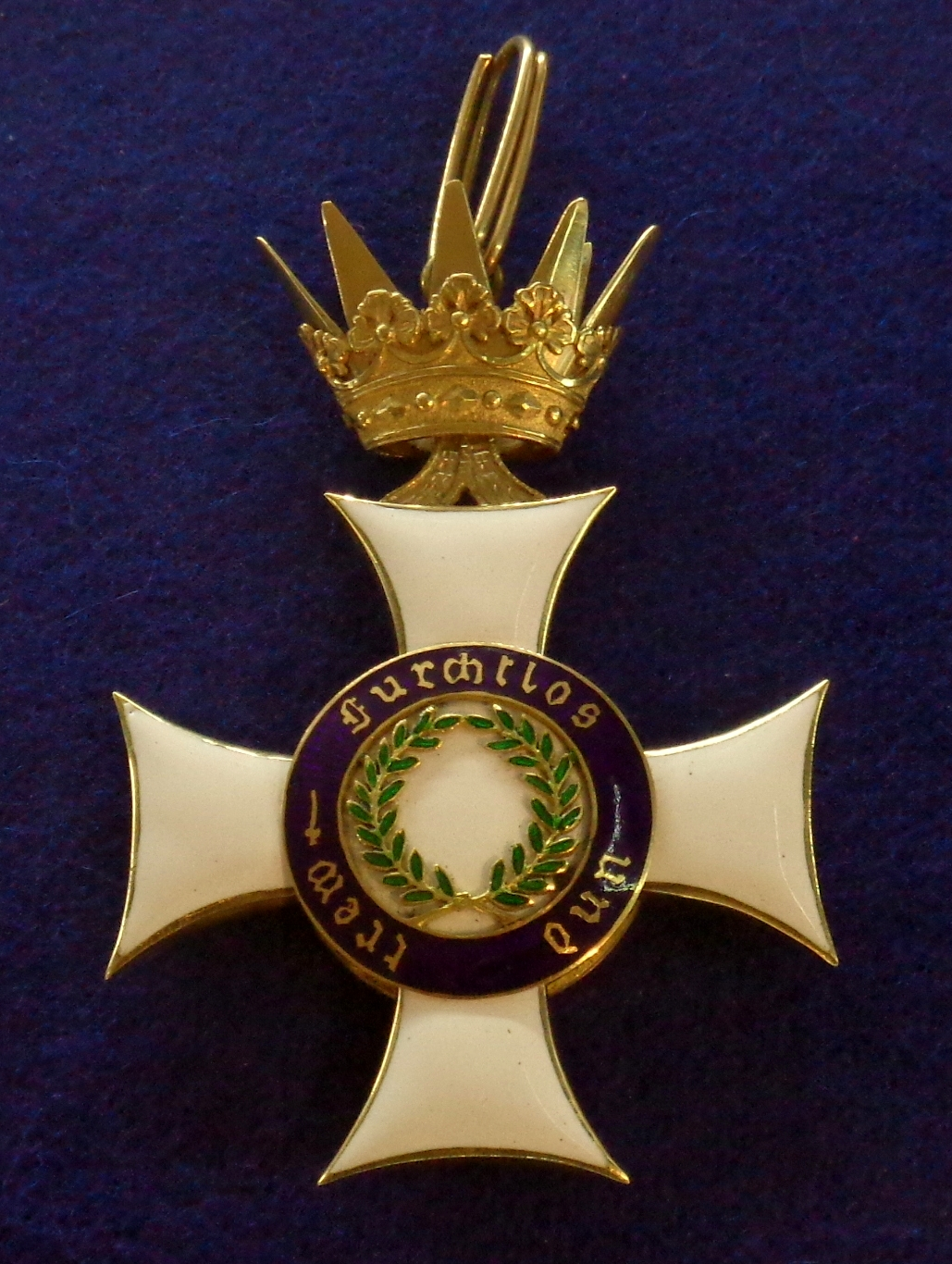
Знак Большого креста
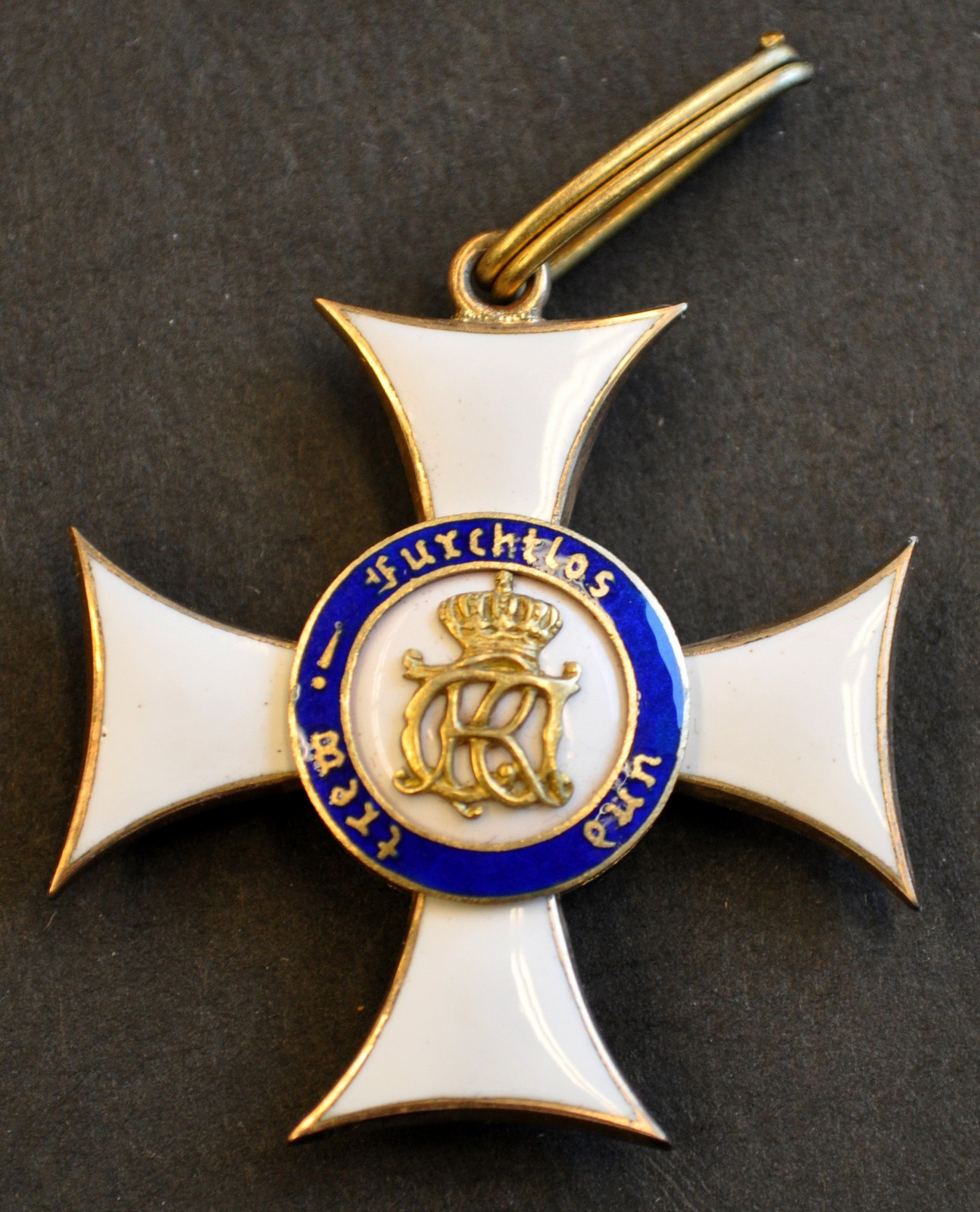
Реверс знака
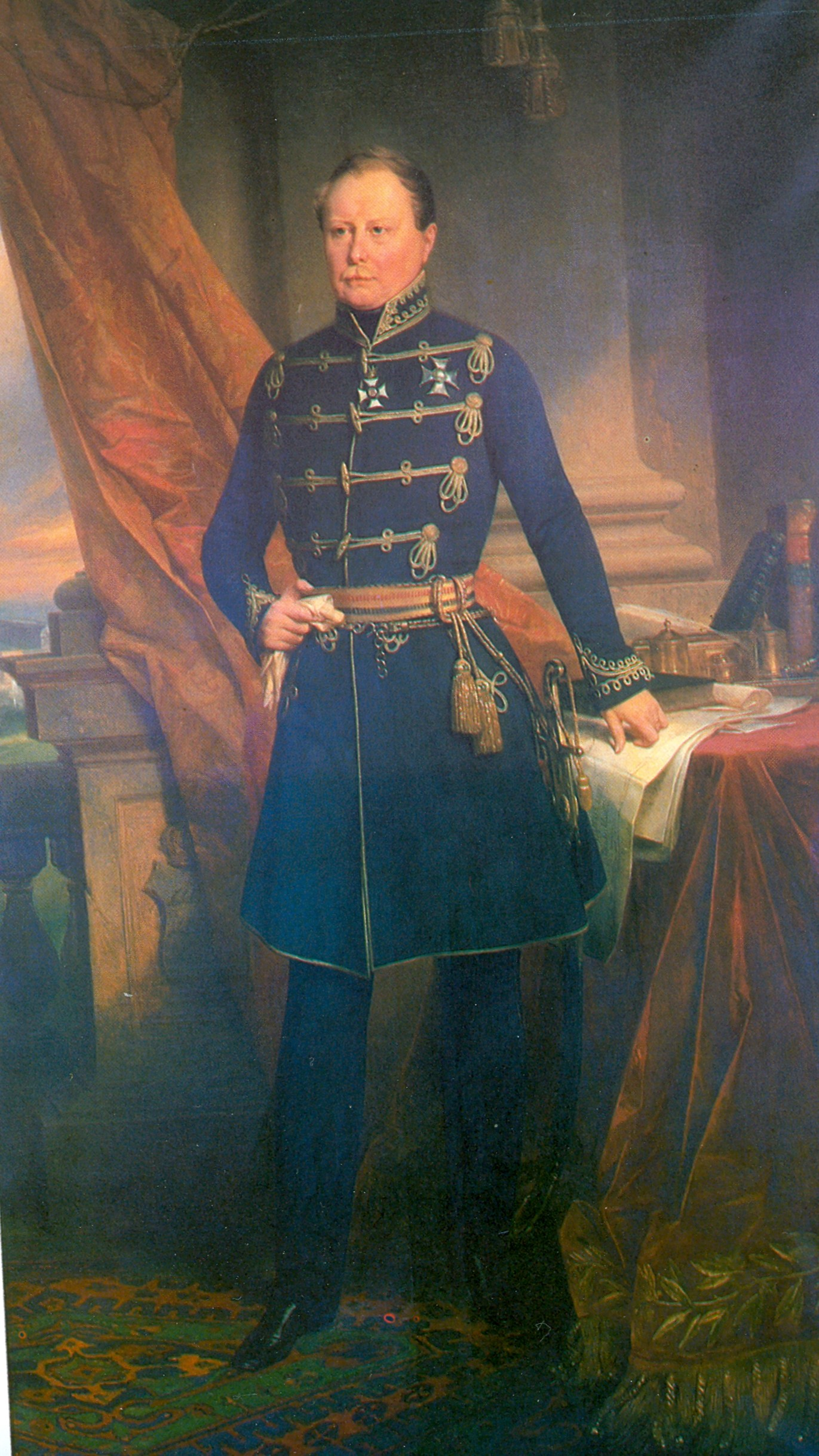
Звезда и знак на портрете Вильгельма I